# Sorà (divinitat)
Sorà (en llatí Soranus) o també Suri va ser una antiga divinitat itàlica de l'inframon, venerada per diverses poblacions del centre d'Itàlia, sabins, llatins, faliscs i etruscs. També era present a la religió romana.
Era adorat al cim del Mont Soracte, que estava dedicat als déus infernals, especialment a Dis Pater. Sorà, que s'identificava de vegades amb Dis Pater, era considerat una mena d'Apol·lo, i així l'invoca Virgili. És possible que la identificació vingués perquè en els rituals a Sorà hi entrava el culte al llop, similar al culte d'Apol·lo Liceu.
Els sacerdots de Sorà s'anomenaven Hirpi Sorani ('Llops de Sorà', de l'osc hirpus, ‘llop’). Durant les cerimònies rituals, caminaven sobre les brases mentre sostenien les entranyes de les cabres sacrificades. Les Lupercàlia, en la religió romana, probablement derivaven d'aquestes celebracions.
Com ja s'ha dit, Sorà s'ha identificat i s'ha confós amb Dis Pater, el déu romà de l'inframon, o amb Apol·lo. Però es definia com un sol negre, és a dir, un déu solar de l'inframon, més que un déu celestial. Els etruscs l'anomenaven Tínia Calusna (Júpiter de l'inframon). La seva consort era la deessa Cautha a la mitologia etrusca i Ferònia per als faliscs i els sabins, que tenia el santuari principal anomenat Lucus Feroniae prop del mont Soracte. En algunes inscripcions de Pirgos el nom de Sorà s'associa amb el d'Apulu.